# Amelsberg
De Amelsberg is een berg in de deelstaat Beieren, Duitsland. De berg heeft een hoogte van 1741 meter.
De Amelsberg is onderdeel van het Estergebergte, dat weer deel uitmaakt van de Bayerische Voralpen.